# ماركوس لوبيز
ماركوس لوبيز (بالإنجليزية: Marcus Lopez)‏ (و. 1992  م) هو لاعب كرة قدم، من غوام، يلعب كلاعب وسط.

## روابط خارجية
- ماركوس لوبيز على موقع قاعدة بيانات كرة القدم.إي يو (الإنجليزية)
- ماركوس لوبيز على موقع ناشيونال فوتبول تيمز (الإنجليزية)
- ماركوس لوبيز على موقع Soccerway.com (الإنجليزية)